# Casa Alfaro-Fournier
La Casa Alfaro-Fournier, también conocida como Casa de Alfaro, es un palacete de finales del siglo XIX ubicado en el número 5 de la calle Manuel Iradier, en Vitoria, en la provincial de Álava (España). Este edificio independiente, rodeado de un jardín, es uno de los pocos ejemplos de villas ajardinadas que aún se conservan en el centro de la ciudad.

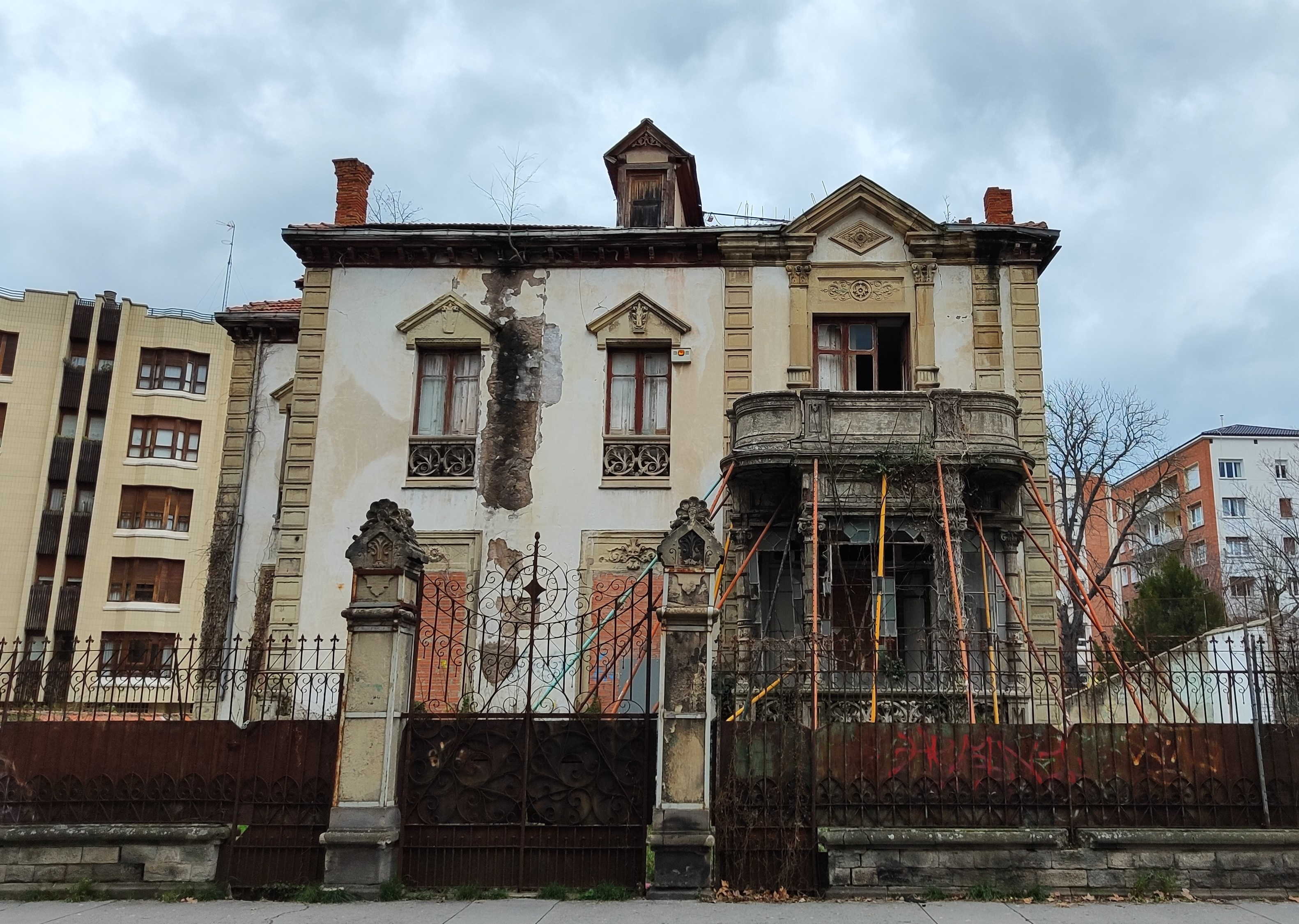
Casa Alfaro Fournier en la calle Manuel Iradier, 5 de Vitoria

## Contexto
Se construyó durante el primer ensanche de Vitoria, una expansión urbana iniciada en el siglo XIX para conectar el casco histórico con la estación del Norte. Este crecimiento se aceleró con la llegada del ferrocarril (1862) y la aprobación del Plan de Ensanche (1865), diseñado por Francisco de Paula Hueto, que convirtió la zona en el centro residencial de la burguesía media-alta. La calle Manuel Iradier, donde se ubica la vivienda, fue una de las principales arterias de este nuevo barrio.
A principios del siglo XX, la tendencia a construir villas ajardinadas se consolidó, impulsando el desarrollo de barrios más exclusivos en el suroeste de la ciudad, como el paseo de la Senda y El Prado. Este modelo urbano evolucionó con el proyecto Ciudad Jardín de Vitoria (1924), inspirado en las teorías de Ebenezer Howard y Arturo Soria y Mata, buscando integrar la naturaleza en el entorno urbano.

## Historia

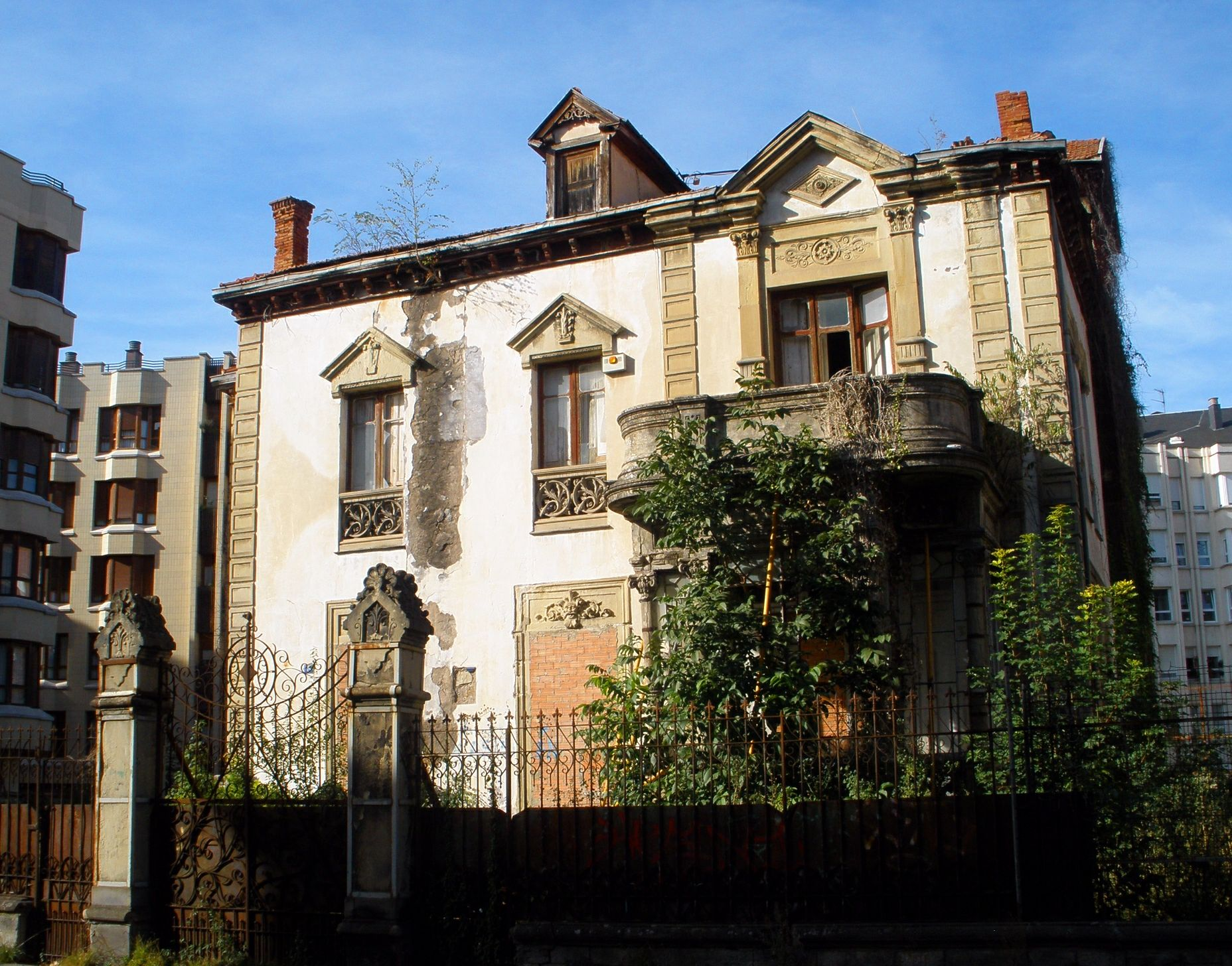
Vitoria - Casa Alfaro 2

La villa fue construida entre 1887 y 1897. José María Zabala y Martínez de Aragón, por aquel entonces uno de los administradores del Banco de España, fue promotor de la construcción de la casa.Según el informe del Ayuntamiento de Vitoria de Modificación del Régimen Especial de Protección, el arquitecto Fausto Iñiguez de Betolaza, fue responsable de diseñar los planos para Félix Alfaro Fournier Sin embargo, en el trabajo de investigación de «La Casa Alfaro-Fournier» se afirma que «no se han hallado documentos que determinen cuándo pasaron a establecerse allí; únicamente sabemos que para 1943 ya eran propietarios de la finca»
El edificio forma parte del catálogo municipal de edificios sometidos al Régimen de Especial Protección del Plan General de Ordenación Urbana (PGOU) de Vitoria desde la década de 1980. Por su historia y relevancia, cuenta con el nivel de protección 2 a raíz de un informe elaborado por la Cátedra UNESCO.
En 1996, su último habitante, Félix Alfaro, solicitó la ruina económica del edificio, que fue denegada por el Ayuntamiento de Vitoria. Finalmente, en la Sentencia n.º 424/2008 del Juzgado de lo Contencioso Administrativo n.º 2 de Vitoria, ratificada por la Sentencia n.º 241/2011 de 30 de marzo, de la Sala de lo Contencioso-Administrativo del Tribunal Superior de Justicia del País Vasco, se determina que el edificio se encuentra en ruina técnica. 

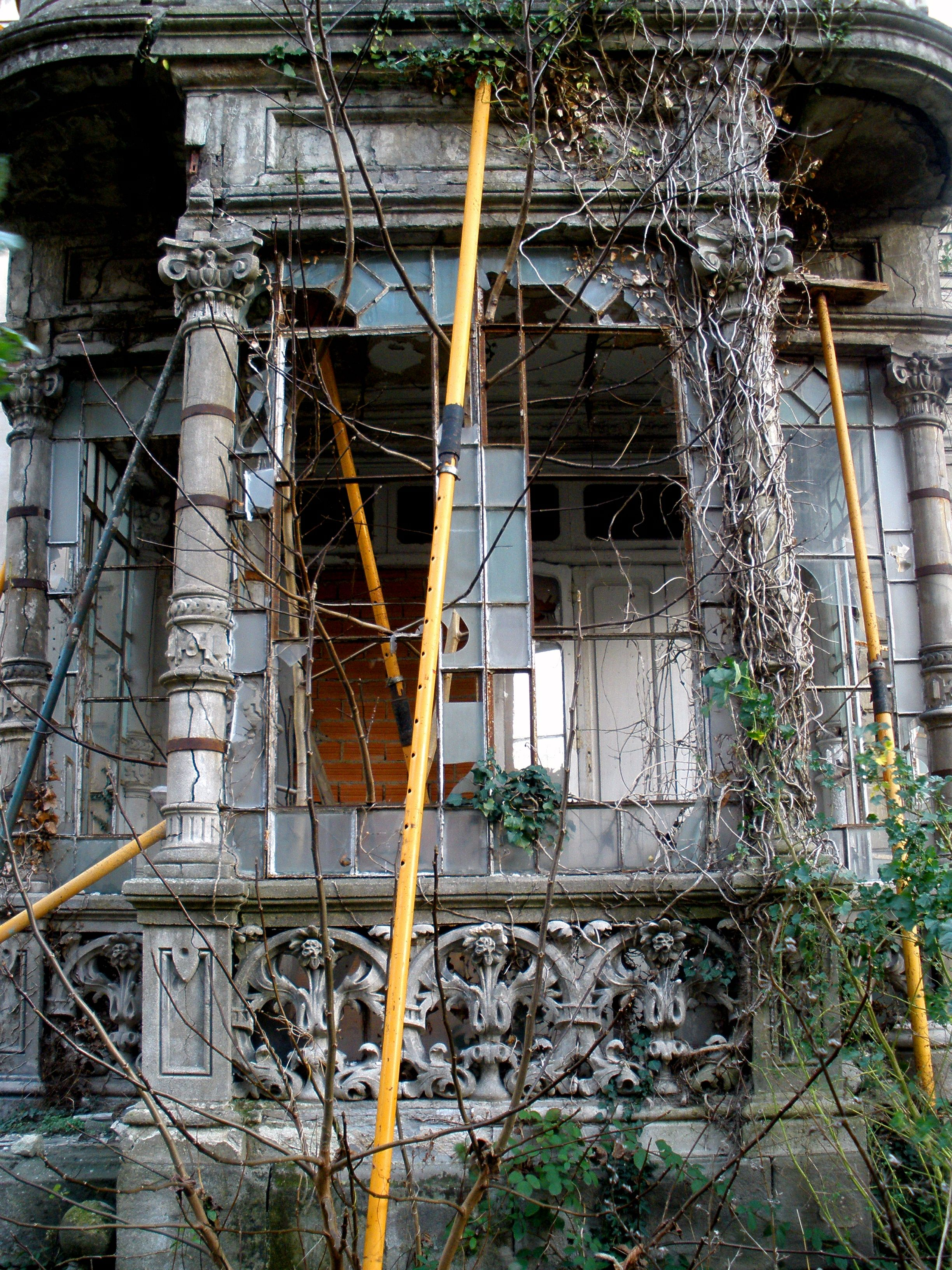
Vitoria - Casa Alfaro 8

En noviembre de 2022 el Ayuntamiento de Vitoria aprueba ejecutar la sentencia. Así mismo, se promueve el cambio de categoría de Conservación Estructural a la de Rehabilitación/Renovación con mantenimiento de fachada (categoría 1.ª) del inmueble.

## Descripción
La Casa Alfaro Fournier es un edificio exento rodeado por un jardín de aproximadamente 1512 m², delimitado por muros, salvo en el lado sur, cerrado por una verja de forja. En la parcela, además de la villa central, se encuentran un garaje en la esquina suroeste, un cobertizo y piscina al norte, y un frontón en el noreste. La descripción más completa y actualizada del inmueble procede del «Informe sobre el estado de la estructura - Edificio nº 5 de la calle Manuel Iradier», elaborado por encargo del Ayuntamiento de Vitoria, de octubre de 2019.
Su entorno urbano limita al sur con la calle Manuel Iradier, al este con un paso para coches y peatones, al oeste con una zona privada y al norte con un patio de manzana privado, lo que restringe su visibilidad a los lados sur y este.

### Exterior
Destaca por la diversidad de sus cuatro fachadas, que combinan superficies lisas y retranqueadas manteniendo coherencia decorativa.
- Fachada sur (principal): Se accede por una escalera en embudo. El primer piso tiene vanos adintelados con parapetos abalaustrados, mientras que el superior presenta ventanas con frontones clásicos y relieves vegetales. Un cuerpo saledizo en la esquina sureste, con columnas jónicas y una cristalera, forma un cenador cubierto. El balcón superior exhibe pilastras corintias y un frontón decorado. La cubierta incluye una mansarda central y dos chimeneas de ladrillo.
- Fachada este: Más simétrica, con una puerta central enmarcada por sillares y una gran mansarda a dos aguas. Aunque diferente de la fachada sur, mantiene elementos decorativos comunes, como los detalles en el cenador y esquinales.
- Fachadas norte y oeste: Menos visibles por el entorno urbano. La norte sigue el esquema ornamental general con una ventana de medio punto, mientras que su esquina noroeste incorpora un balcón. La occidental tiene retranqueos en las esquinas y repite el patrón decorativo de los vanos. La mansarda a dos aguas y una chimenea de ladrillo coronan el conjunto.Vitoria - Casa Alfaro 1

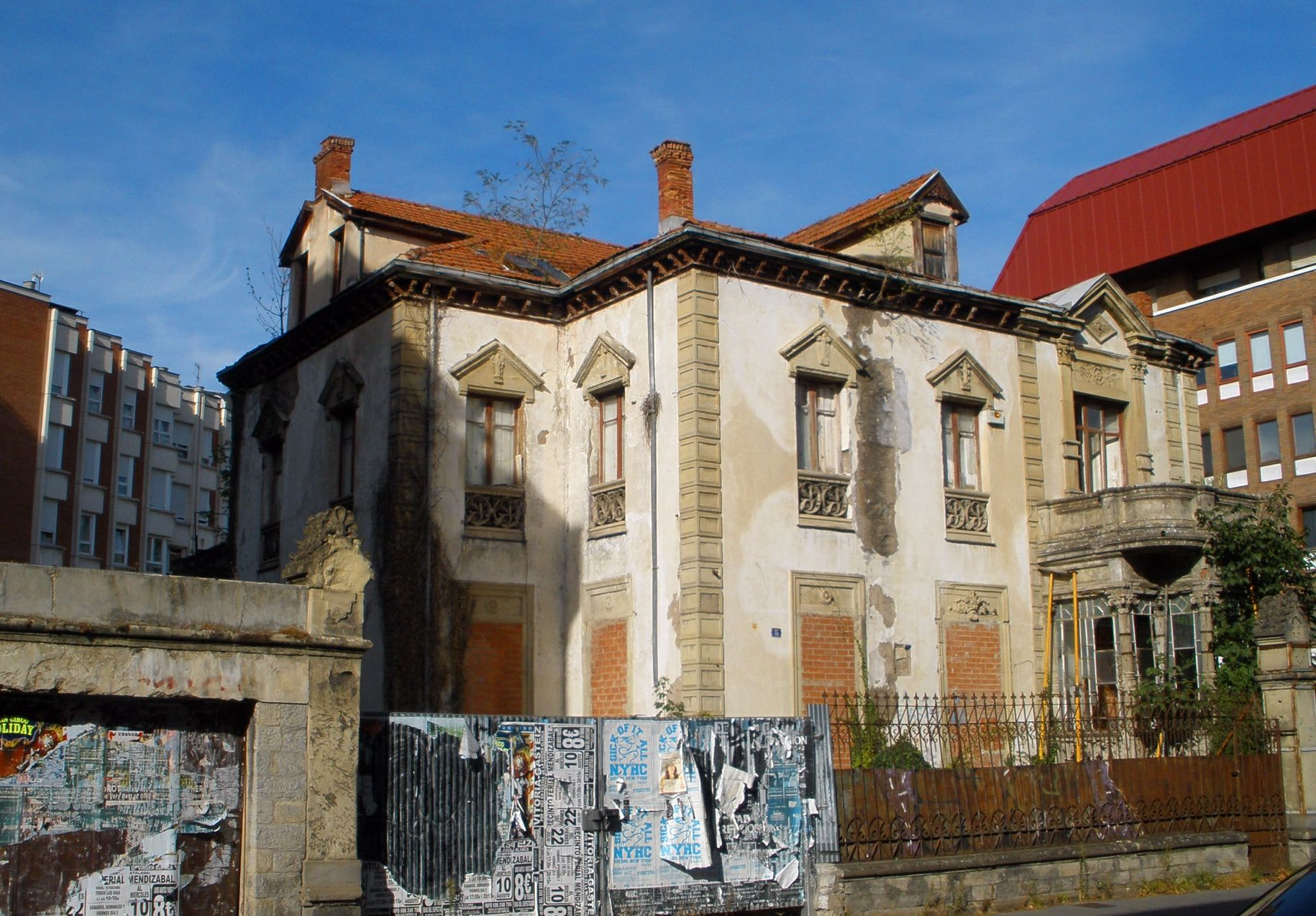
Vitoria - Casa Alfaro 1

### Interior
El edificio lleva abandonado desde 1996, por lo que la información disponible sobre su estado es escasa. Sigue la distribución típica de las viviendas burguesas de su época, organizando sus plantas en torno a amplios espacios distribuidores y situando la escalera principal al fondo, bajo un gran ventanal.
- Estructura: Cuenta con cuatro pisos bien diferenciados:
- Semisótano: Destinado a trastero, carbonera y una bodega bajo la cocina.
- Planta baja: Espacio común para reuniones sociales, destacando el cenador acristalado con columnas de fundición y cristalera de aire modernista.
- Planta superior: Área privada de los propietarios con una distribución caótica.
- Bajocubierta: Reservada para el servicio.
- Interior: Caracterizado por techos elevados, amplias puertas molduradas y un zócalo de paneles rehundidos en la planta baja, que conduce a la escalera señorial en el ala norte. La planta superior presenta una decoración más sobria, y la escalera hacia la bajocubierta, más discreta, quedaba oculta tras una puerta junto a los aseos.